# Hexostoma lintoni
Hexostoma lintoni is een soort in de taxonomische indeling van de platwormen (Platyhelminthes). De worm is tweeslachtig en kan zowel mannelijke als vrouwelijke geslachtscellen produceren. De soort leeft in zeer vochtige omstandigheden.
De platworm behoort tot het geslacht Hexostoma en behoort tot de familie Hexostomatidae. De wetenschappelijke naam van de soort werd voor het eerst geldig gepubliceerd in 1936 door Price.